# Otto Schmidt (Kleinkrimineller)
Paul Otto Bruno Schmidt (* 16. August 1906 in Rixdorf; † 19. Oktober 1942 im Außenlager Klinker vom KZ Sachsenhausen) war ein deutscher Kleinkrimineller. Schmidt wurde bekannt als Schlüsselfigur in der als Fritsch-Krise bekannt gewordenen politischen Intrige vom Frühjahr 1938, in deren Verlauf Adolf Hitler den konservativen Chef der Heeresleitung Werner von Fritsch aufgrund von Homosexualitätsvorwürfen seines Amtes enthob, um in der Folge die Kommandogewalt über die Wehrmacht selbst zu übernehmen.

## Leben

### Leben vor 1935
Der Arbeitersohn Otto Schmidt schlug bereits als Jugendlicher eine Karriere in der Berliner Halbwelt ein, in der er sich als Dieb, Erpresser und Zuhälter durchschlug. Zwischen 1921 und 1937 war er mehrmals inhaftiert: 1921/22 wurde Schmidt dreimal wegen Diebstahls zu Gefängnisstrafen von insgesamt zwei Monaten, drei Wochen und 30 Tagen verurteilt. 1924 folgte eine weitere Haft von vier Monaten wegen Diebstahls. 1927 verbüßte er eine einmonatige Haft wegen Unterschlagung, 1928 eine viermonatige wegen Erpressung und eine sechsmonatige Strafe wegen räuberischer Erpressung. 1929 folgten zwei Wochen Haft wegen Betrugs.
1930 heiratete er die Arbeiterin Martha Stille. Sie bekamen drei Kinder. 1940 wurde die Ehe geschieden.
Am 22. November 1933 beobachtete Schmidt, wie sich der mit ihm befreundete Strichjunge Martin Weingärtner (Spitzname: Bayern-Seppl) am U-Bahnhof Potsdamer Platz (U2) mit einem älteren Herrn zu einem homosexuellen Kontakt traf: Weingärtner und der Mann zogen sich zu diesem Zweck auf eine Toilette im U-Bahnhof zurück. Nach vollendetem Akt bezahlte der Fremde Weingärtner für seine Dienste und händigte ihm seine Karte aus. Schmidt nutzte sein Wissen und machte dem Mann, dem Rittmeister a. D. Achim von Frisch (1871–1949), bald darauf seine Aufwartung: Er gab sich dem Offizier gegenüber als Mitglied der SA aus und forderte von ihm im Austausch für sein Schweigen die Teilnahme an homosexuellen Praktiken und eine beträchtliche Summe Geld.

### Schmidts Rolle bei der Intrige gegen Werner von Fritsch
Nachdem Schmidt 1935 erneut wegen Diebstahls verhaftet worden war, sagte er 1936 bei einem Verhör durch die Gestapo über den Vorfall vom November 1933 aus. Anlass des Verhörs war eine in diesem Jahr von der Gestapo in großem Rahmen betriebene Aktion, in deren Verlauf verhaftete Homosexuelle zu allen ihren Kontakten befragt werden sollten, um so an Informationen zu gelangen, mit denen Gestapo und SD bei Gelegenheit nützliche Personen zur Kooperation bewegen beziehungsweise ihren Gegnern Schaden zufügen könnte. Der das Verhör durchführende Beamte Josef Meisinger von der Abteilung II H im Berliner Geheimen Staatspolizeiamt (Gestapa) nahm, als er Schmidts Aussage über die Begegnung Weingärtners mit einem Offizier namens Frisch hörte, fälschlich an, dass es sich bei diesem um den namensähnlichen Chef der Heeresleitung der Wehrmacht, General Werner von Fritsch, handeln müsse. Er gab die vermeintlich delikate Information daraufhin an die Leiter von SS und SD, Heinrich Himmler und Reinhard Heydrich, weiter. Beide sahen die Meldung als eine willkommene Gelegenheit, um den ihnen missliebigen Fritsch als Chef der Heeresleitung aus dem Weg zu räumen. Sie legten eine inkriminierende Akte über Schmidt an, die sie schließlich Hitler vorlegten. Dieser wollte jedoch nichts von der Sache wissen und befahl, die Akte zu verbrennen. Schmidt wurde am 28. Dezember 1936 wegen Erpressung in vierzehn Fällen und neunfachen Verstoßes gegen § 175 StGB zu sieben Jahren Haft und Verlust der bürgerlichen Ehrenrechte auf zehn Jahre verurteilt.
Knapp eineinhalb Jahre später hatte sich Hitlers Einstellung zu Fritsch grundsätzlich geändert, nachdem der General sich seinen Kriegsplänen gegenüber nur wenig aufgeschlossen gezeigt hatte. Himmler und Heydrich nutzten die Gelegenheit und erinnerten den Diktator nun, unterstützt von Göring, an die Fritsch angeblich belastende Akte von 1936. Hitler griff den Vorwurf der Homosexualität dankbar auf, im Wissen, dass diese Anschuldigung Fritsch als Oberbefehlshaber des Heeres und damit als politisches Hindernis für seine Kriegspläne aus dem Weg räumen würde.
Am 26. Januar 1938 wurde Fritsch von Hitler in die Reichskanzlei einbestellt und mit den gegen ihn erhobenen Vorwürfen konfrontiert. Fritsch bestritt diese energisch, woraufhin Hitler den in einem Nebenzimmer wartenden Schmidt hereinrufen und Fritsch gegenüberstellen ließ. Schmidt zeigte sofort auf Fritsch und bestätigte, dass dieser der Mann sei, den er mit Weingärtner gesehen habe. Zuvor war Schmidts Falschaussage von der Gestapo mit dem Angebot erkauft worden, ihn vorzeitig aus dem Zuchthaus zu entlassen, wenn er Fritsch belaste.
Hitler bot Fritsch im Anschluss an die „Identifizierung“ durch Schmidt an, ihn mit allen Ehren aus der Armee zu entlassen, wenn er sich bereit erkläre, seinen Abschied als Oberbefehlshaber einzureichen. Fritsch, der meinte, Hitler sei das Opfer eines Irrtums geworden, ging darauf nicht ein, sondern verlangte eine gerichtliche Untersuchung. Hitler entließ ihn daraufhin, erklärte sich aber einige Wochen später, gegen den Widerstand Himmlers und Heydrichs, auf Druck der Generalität hin bereit, ein Kriegsgerichtsverfahren zuzulassen.

### Das Ehrengerichtsverfahren gegen Fritsch
In der folgenden Verhandlung räumte Schmidt auf Anfragen des Richters, ob ihn irgendjemand in seiner ursprünglichen Aussage beeinflusst oder gar bedroht habe, ein, dass der SS-Obersturmführer Meisinger ihm noch am Vortag gesagt habe, dass, wenn er nicht zu seinen früheren Aussagen stehe, es morgen eine „Himmelfahrt“ gebe. Meisinger bestritt diese Äußerung, erklärte aber, dass es sich lediglich um eine „drastische Wahrheitsvermahnung“ gehandelt habe.
Der Untersuchungsrichter prüfte daraufhin Schmidts Aussage praktisch nach, indem er sich zu der von ihm genannten Adresse Fritschs in der Ferdinandstraße 20 in Berlin-Lichterfelde begab: An der Haustür des benachbarten Hauses 21 entdeckte er ein Schild mit dem Namen Frisch und erfuhr von der Haushälterin, dass die Gestapo den Bewohner Achim von Frisch bereits am 15. Januar, also noch vor der Gegenüberstellung Fritsch / Schmidt verhaftet habe. Auf Druck des Justizministeriums gelang es dem Richter, Frisch von der Gestapo überstellt zu bekommen, der bestätigte, dass tatsächlich er, Frisch, das Opfer der Schmidtschen Erpressung gewesen sei. Obwohl Hitler sich aufgrund der daraufhin in der Hauptverhandlung festgestellten Unschuld des Generaloberst von Fritsch veranlasst sah, diesen erneut in die Armee aufzunehmen, gab er ihm seinen Posten als Oberbefehlshaber nicht zurück, sondern behielt diesen sich selbst vor – Fritsch wurde mit einem bedeutungslosen Ehrenamt abgefunden.
Marion Gräfin Dönhoff resümierte später, die Intrige gegen Fritsch und seine Entlassung zugunsten eines Machtausbaus Hitlers sei nichts anderes gewesen als die „Vollendung der Machtergreifung der Nazis“.

### Schmidts Ende
Entgegen den Versprechungen der Gestapo- bzw. SS-Führung blieb Schmidt weiter inhaftiert. Vier Jahre später, im Sommer 1942, bat Himmler in einem Schreiben an Hermann Göring „um Ihr Einverständnis, daß ich Schmidt dem Führer zur Genehmigung der Exekution vorschlage“. Göring versah Himmlers Brief mit der Randbemerkung: „Der sollte ja schon längst erschossen werden“. Schmidt wurde am 30. Oktober 1942 im KZ Sachsenhausen erschossen. Laut Totenbuch des KZ Sachsenhausen ist er am 19. Oktober 1942 im Außenlager Klinker gestorben. Auch seine Sterbeurkunde gibt als Todesdatum den 19. Oktober 1942 und als Todesursache Erhängen an.

## Filme
Der Fall um von Fritsch, in dem Schmidt als Belastungszeuge auftrat, wurde 1988 von BR und ORF in dem Fernsehzweiteiler "Geheime Reichssache" unter Regie von Michael Kehlmann verfilmt. Die Rolle Schmidts wurde darin von Werner Pochath gespielt.